# WLAN
WLAN, wireless LAN (wireless local area network), er en betegnelse for et trådløst lokalt netværk, hvor de enkelte computere opretter forbindelse til netværket via radiobølger i stedet for kabler. Backbone-nettet er normalt kabelbaseret, med et eller flere Access Points, der forbinder de trådløse klienter med resten af netværket. Rækkevidden af et trådløst netværk af WLAN-typen kan begrænse sig til et enkelt lokale, eller strække sig over større geografiske områder med flere bygninger, fx et universitet. WLAN benytter WiFi-standarden til datatransmission.
Tidligere var et trådløst netværk en så bekostelig affære, at det kun blev brugt hvor installationen af et kabelbaseret LAN var meget besværlig eller umulig, hvilket bl.a. kunne være tilfældet i fredede, gamle bygninger. I dag er trådløse netværk faldet så meget i pris, at WLAN bruges både i virksomheder og i private hjem i stadig større udstrækning. Denne udvikling hænger også sammen med stigningen i salget af bærbare computere, som i højere grad end stationære computere kan drage nytte af et trådløst netværk.
Efterhånden som trådløse netværk har vundet indpas, er sikkerhed blevet et stadig større problem. Kommunikationen mellem klient og Access Point kan i princippet opfanges af enhver indenfor netværkets rækkevidde, så man er nødt til at kryptere signalerne, så de bliver uforståelige for uvedkommende. Til dette formål anvendtes oprindeligt WEP-standarden (Wired Equivalent Privacy), men denne viste sig at have adskillige alvorlige huller i sikkerheden, så i stedet udviklede man senere WPA-standarden (WiFi Protected Access), som tilbyder langt større sikkerhed, og derfor er den nok mest udbredte krypteringsstandard til WLAN i dag. For at give yderligere sikkerhed, benyttes også softwareløsninger som SSL og SSH.